# 石黑昇
石黑昇（日语：石黒 昇、1938年8月24日—2012年3月20日），是日本東京都出身的動畫師、監督。

## 生平
小学時代受手塚治虫魅力影響開始描繪漫画，高中時代以租本漫画家過活。對動漫有興趣，於1957年日本大学藝術学院電影系入学。1964年，大學唸了7年才畢業而選擇動畫師的道路。在《巨人之星》之後以從事執導工作為主。參加《宇宙戰艦大和號》的製作、輔佐監督松本零士。
執導作品《超時空要塞》獲得1983年度第1回日本動畫大獎演出部門最優秀獎，也成功拔擢了河森正治。接著擔任《無限地帶23》的原作、監督及小說版作者。爾後，成為制作《銀河英雄傳說》的監督長達10年以上。2008年，再度執導同樣也是田中芳樹原作的《泰坦尼亞》。
個人擅長自然物的波、雨、爆炸等描繪效果；擁有不少SF知識，例如《宇宙戰艦大和號》的宇宙空間戰鬥場景，於失重状態下爆炸煙幕瀰漫四方，通称「海星爆炸」（ヒトデ爆発）；少數能讀譜的動畫工作者，在《銀河英雄傳說》活用其音樂經驗，宇宙戰鬥場景的BGM採取古典音樂。
先前兩次合夥成立工作室都失敗收場，不想經營公司；但仍在1978年創設ARTLAND，培育出美樹本晴彦、板野一郎、平野俊弘等後進。
2012年3月20日卒，享壽73歲。

## 代表作品

### 電視動畫
- 怪盜普萊德（怪盗プライド，1965年，動画&原画） ※出道作
- 原子小金剛（鉄腕アトム，1965年第1作：原画、1980年第2作：監督）
- 怪物王子（怪物くん，1968年，演出）
- 小拳王（あしたのジョー，1970年，分鏡&演出）
- 魯邦三世 （ルパン三世，1971年：分鏡、1977年：分鏡&演出）
- 哆啦A夢（ドラえもん，1973年，分鏡）
- 宇宙戰艦大和號（宇宙戦艦ヤマト，1973年，動畫指導）
  - 宇宙戰艦大和號2（宇宙戦艦ヤマト2，1978年，動畫指導）
  - 宇宙戰艦大和號 新的旅程（宇宙戦艦ヤマト 新たなる旅立ち，1979年，技術指導）
- 宇宙騎士（宇宙の騎士テッカマン，1975年，演出）
- 金剛戰神（UFOロボ グレンダイザー，1975年，演出）
- 超電磁機器人 孔巴德拉V（超電磁ロボ コン・バトラーV，1976年，分鏡）
- 冰河戰士（氷河戦士ガイスラッガー，1977年，主導演）
- 日本繪卷（まんが日本絵巻，1977年，總監督）
- 小雙俠（ヤッターマン，1977年，演出）
- 雷鳥2086（科学救助隊テクノボイジャー，1982年，監修）
- 超時空要塞（超時空要塞マクロス，1982年，主導演&脚本&演出&分鏡） ※客串「Shaw Blacstone（ショウ・ブラクストーン）」配音
- 超時空世紀（超時空世紀オーガス，1983年，主導演）
- 時空鼠譚[2]（1988年，監督）
- 橘夢日記（みかん絵日記，1992年，監督）
- 蟲師（2005年，制作管理）
- 我們的存在（僕等がいた，2006年，制作管理）
- 家庭教師HITMAN REBORN!（家庭教師ヒットマンREBORN!，2006年，監修）
- 泰坦尼亞（TYTANIA -タイタニア-，2008年，監督）

### OVA
- 無限地帶23（メガゾーン23，1985年，原作&監督）
- 銀河英雄傳說（銀河英雄伝説，1988-2000年，總監督）
- TWIN 烈火戰車（爆走サーキット・ロマン TWIN，1989年，總監督）
- 星貓FULL HOUSE（星猫フルハウス，1989年，原作&監督&腳本、OP／ED作詞）
- 超人洛克 羅特雷旺（日语：超人ロック#OVA・ロードレオン）（1989年，監督）
- 少年阿貝（少年アシベ，1990年，監督）
- 倒兇十將傳「封魔五行傳承」（倒凶十将伝「封魔五行伝承」，2001年，監督&演出）

### 電影
- 再見了，宇宙戰艦大和號（さらば宇宙戦艦ヤマト 愛の戦士たち，1978年，技術指導）
- 宇宙戰艦火鳥號（火の鳥2772 愛のコスモゾーン，1980年，動畫指導）
- 超時空要塞 愛，還記得嗎？（超時空要塞マクロス 愛・おぼえていますか，1984年，監督） ※與河森正治共同執導
- 八岐之大蛇的逆襲（八岐之大蛇の逆襲，1984年，機材協力） ※特攝片
- 銀河英雄傳說外傳 我的征途，星之大海（銀河英雄伝説 わが征くは星の大海，1988年，監督）
- 少年與海豹（TOTTOI，1992年，監修）
- 阿欽影匣「阿邦一家啦啦」（欽ちゃんのシネマジャック「邦ちゃんの一家ランラン」，1993年，監督）
- 八田與一：嘉南大圳之父（パッテンライ！！ 〜南の島の水ものがたり〜，2008年，監督）

## 外部連結
- （页面存档备份，存于）